# Паротяги Ц.к. привілегійованої Дністрянської залізниці
Паровози Ц.к. привілегійованої Дністрянської залізниці були закуплені 1872 і складались з двох типів локомотивів.

## Історія
Вісім паровозів закупили у мюнхенської компанії Krauss для Дністрянської залізниці (нім. k.k. priv. Dniester Bahn) (DB). Через малочисельність їм присвоїли лише порядкові номери та власні назви. Після одержавлення залізниці 1 серпня 1884 вся інфраструктура і рухомий склад перейшов до Ц.к. Державної залізниці (нім. k.k. Staatsbahnen) (kkStB), де паровози отримали позначення серії і номери. Номер серії вказував на технічні особливості паровозів
- 30–68 — паровози з трьома ведучими осями
- 80–89 — паровози з двома ведучими осями

Після світової війни однотипні паровози з інших залізниць потрапили до Австрійській федеральній залізниці (BBÖ), де отримали нові позначення і де були виведені з експлуатації.

### Паровози Ц.к. привілегійованої Дністрянської залізниці
|   |        |                   |           |                |                                        |        |
| № | DB*    | Роки експлуатації | Кількість | Завод-виробник | kkStB**                                | BBÖ*** |
| 1 | DB 1-2 | 1872-1893/95      | 2         | Krauss. Мюнхен | kkStB 6001–6002 → 6209-6210            |        |
| 2 | DB 3-8 | 1872-1897/99      | 6         | Krauss. Мюнхен | kkStB 80.01–06 → kkStB 31.11–16 (1884) |        |
| 3 |        |                   |           |                |                                        |        |